# La Révolution surréaliste
La Révolution surréaliste war eine Publikation der Pariser Surrealistenbewegung. Die Zeitschrift erschien zwischen 1924 und 1929 mit zwölf Ausgaben bei Éditions Gallimard.

## Geschichte
Kurz nach der Veröffentlichung des Ersten surrealistischen Manifestes gab André Breton am 1. Dezember 1924 mit Pierre Naville und Benjamin Péret die erste Ausgabe von La Révolution surréaliste heraus. Bei der Gestaltung orientierten sie sich am Format des konservativen Wissenschaftsmagazins La Nature. Die bewusst konservative Aufmachung war allerdings trügerisch: Die Inhalte von La Révolution surréaliste waren durchgehend revolutionär und skandalös. Das Journal war sehr textlastig, einige Seiten waren jedoch mit Kunstwerken surrealistischer Künstler wie beispielsweise Giorgio de Chirico, Max Ernst, André Masson und Man Ray illustriert.

### Ausgaben (Auswahl)
Ausgabe 1 (Dezember 1924):  Die erste Ausgabe startete auf der Titelseite mit der Auffassung, „dass es nun notwendig sei, mit der Arbeit an einer neuen Erklärung der Menschenrechte zu beginnen.“ Das Vorwort wurde von Jacques-André Boiffard, Paul Éluard und Roger Vitrac verfasst. In den Beiträgen wurde die dunkle Seite der menschlichen Psyche hinsichtlich Gewalt und Selbstmord betrachtet. So wurden der Polizeibericht einer Gewalttat und eine Umfrage zum Thema Selbstmord („Ist der Selbstmord eine Lösung?“) abgedruckt. Des Weiteren wurde eine Reproduktion von Man Rays Fotografie  The Enigma of Isidore Ducasse aus dem Jahr 1920 abgebildet, eine rätselhafte Anspielung auf den französischen Autor Isidore Ducasse, besser bekannt als Comte de Lautréamont, dessen Werk Die Gesänge des Maldoror viele Surrealisten inspirierte. Max Morise wandte sich in seinem Beitrag Les Yeux enchantés gegen die dem Surrealismus zugewandte Bildkunst, doch im folgenden Jahr setzte sich Bretons Auffassung durch, dass die Malerei und Zeichnung eine wichtige Rolle im Surrealismus spiele.
Ausgabe 3 (April 1925): Der Titel der dritten Ausgabe verkündete das Ende des christlichen Zeitalters. Entsprechend blasphemisch und antiklerikal waren die Beiträge. Antonin Artaud hatte darin einen offenen Brief an den Papst verfasst (zu dem Zeitpunkt Pius XI.), in dem er die Revolte der Surrealisten gegen unterdrückende religiöse Werte zum Ausdruck brachte. Antikirchliche Anwürfe, die den Kampf der Surrealistengruppe gegen Unterdrückung und bourgeoise Moralität widerspiegeln, finden sich durchgehend in sämtlichen Ausgaben von La Révolution surréaliste.
Ausgabe 4 (April 1925): In der vierten Ausgabe kündigte André Breton die Übernahme von La Révolution surréaliste an. Im Zuge dieses Machtanspruchs forderte er eine Neuformulierung der surrealistischen Prinzipien und begegnete damit der – in seinen Augen zerstörerischen – Splittergruppe, die sich innerhalb der Surrealisten gebildet hatte. Von diesem Zeitpunkt an wurde die Zeitschrift politischer und bekam kommunistische Tendenzen. In der Ausgabe sind Les Demoiselles d’Avignon von Pablo Picasso abgebildet.
Ausgabe 8 (Dezember 1926): Die wachsende Faszination der Surrealisten an sexuellen Grenzerfahrungen zeigte sich in einem Artikel von Paul Éluard, der die Schriften des Marquis de Sade würdigte. Laut Éluard wünschte sich der Marquis, „dass dem zivilisierten Menschen die Kraft seiner primitiven Instinkte zurückgegeben würden.“ Die von Sade beeinflusste Bebilderung wurde von Breton, Man Ray und Salvador Dalí beigesteuert. Man Ray veröffentlichte zudem Fotografien von Eugène Atget in dieser Ausgabe.
Ausgaben 9 und 10 (Oktober 1927): Die Ausgaben stellen das Cadavre Exquis vor, ein Spiel, bei dem die Mitwirkenden einen Text oder eine Zeichnung auf einem Blatt Papier ergänzen sollen, ohne dabei zu wissen, was der Vorgänger geschrieben oder gezeichnet hat. Einige Ergebnisse des Spieles wurden vorgestellt.
Ausgabe 11: Die elfte Ausgabe hatte erneut den Sex zum Thema: „Nachforschungen in Sexualität“ berichtete über eine Debatte im Januar 1928, in der über ein Dutzend Surrealisten offen über sexuelle Fragen und über Perversionen diskutierten.
Ausgabe 12: Die zwölfte und letzte Ausgabe im Dezember 1929 enthielt Bretons Zweites Surrealistisches Manifest. Die Erklärung markierte die Spaltung der Surrealistengruppe: Breton feierte darin seine getreuen Anhänger und verunglimpfte die Gegner seiner Doktrin. So übte er harte Kritik an Artaud, Masson, Philippe Soupault und Vitrac. Den Dichter Robert Desnos verbannte er aufgrund journalistischer Tätigkeiten. Michel Leiris zog sich daraufhin völlig zurück.

## Nachfolger
Die Dissidenten fanden in der im April 1929 von Georges Bataille, Carl Einstein, Georges-Henri Rivière et al. initiierten und von dem Pariser Kunstsammler Georges Wildenstein finanzierten Publikation Documents ein neues Forum. Archäologen, Ethnologen, Kunsthistoriker und Künstler wie Leiris, Masson oder Joan Miró veröffentlichten nunmehr hier ihre Texte oder Werke. Fotografisch signifikant waren beispielsweise die von Eli Lotar fotografierten Schlachthäuser von La Villette, die den oftmals makabren Tenor des Blattes illustrierten. Einige Mitwirkende von Documents, unter ihnen Pierre Klossowski und André Masson, gründeten den späteren Geheimbund Acéphale.
Breton selbst veröffentlichte von 1930 bis 1933 das politische Periodikum Le Surrealisme au service de la revolution. 1933 wurde er von dem Schweizer Verleger Albert Skira angeregt, an dem neuen surrealistischen Magazin Minotaure mitzuwirken, das sich – in hochwertigem Farbdruck – ausschließlich den literarischen und künstlerischen, nicht jedoch den politischen Aspekten des Surrealismus widmen sollte. Entgegen Skiras Verfügung gestaltete Breton das Magazin mit Beginn des spanischen Bürgerkrieges zum politischen Podium um, das sich erneut gegen andersdenkende Surrealisten wandte. Minotaure erschien bis 1939.
Während des Zweiten Weltkriegs waren zahlreiche Surrealisten emigriert, darunter André Breton und Max Ernst. Beide waren Mitherausgeber des surrealistischen Magazins VVV, das mit vier Ausgaben, darunter eine Doppelnummer (Ausgabe zwei und drei, 1943), in der Zeit zwischen 1942 und 1944 in New York veröffentlicht wurde.